# GB
 Ovo je članak o međunarodnoj registracijskoj oznaci za cestovna vozila. Za gigabajt (kratica GB) pogledajte Bajt.
GB (od Great Britain (engl.)),  međunarodna registracijska oznaka za cestovna vozila, koju od 1910. godine koristi Ujedinjeno Kraljevstvo. Oznaka se upotrebljava u cestovnom prometu i mora biti nalijepljena na cestovnom vozilu prilikom ulaska u druge države. 
8. studenog 1968. godine u Beču je potvrđen "Međudržavni zakon o razvrstavanju prepoznatljivih oznaka", koji se naknadno dopunjavao nastankom novih država. 